# Espeja de San Marcelino
Espeja de San Marcelino es una localidad y un municipio de la provincia de Soria, partido judicial de El Burgo de Osma, comunidad autónoma de Castilla y León, España. Pueblo de la comarca de Tierras del Burgo.
Dentro de su término municipal se encuentra una vía ferrata, la primera que se equipó en Castilla y León.
Desde el punto de vista jerárquico de la Iglesia católica forma parte de la Diócesis de Osma la cual, a su vez, pertenece a la Archidiócesis de Burgos.

## Geografía

Término municipal.

El término municipal también comprende las localidades de Guijosa, La Hinojosa, Orillares y Quintanilla de Nuño Pedro.

### Medio ambiente
En su término e incluidos en la Red Natura 2000 los siguientes lugares:
- Lugar de Interés Comunitario conocido como Cañón del Río Lobos, ocupando 41 hectáreas, el 1 % de su término.[1]
- Zona Especial Protección de Aves conocida como Cañón del Río Lobos ocupando 25 hectáreas, el 1% de su término.[2]

## Toponimia
Existen dos posibles interpretaciones: de speculu, 'espejo', o quizás de specula, 'lugar de observación, altura, atalaya'. Estos topónimos se extienden por la frontera al comienzo del siglo XI y se encuentran en territorios reconquistados antes del siglo X. En cuanto a San Marcelino se trata del santo patrón, y se añadió a la villa de Espeja cuando, durante la desamortización del convento de los Jerónimos, los huesos considerados de este santo fueron llevados a la iglesia parroquial de Espeja donde aún se conservan.
Hasta la reforma de la nomenclatura municipal de 1916 el municipio se llamaba simplemente Espeja. En dicha fecha su nombre fue modificado por el de Espeja de San Marcelino.

## Historia
En el año 1653, tras la exención judicial de Silos el lugar de Espeja adquiere el título de villa, otorgado por el rey Felipe IV. El costo en monetario fue de 1.400 ducados:

«...Poniendo como su magestad pone perpetuamente en los dichos alcaldes de Espexa el conocimiento absoluto y privativo en todas las causas civiles y criminales y executivas y también el derecho de visita de pesas y medidas y el de residenciarse unos alcaldes a otros y los demás oficiales en cada un año (...)
Por la gracia y merced que su Magestad hace en la dicha essemcion a la dicha villa de Espexa y sus aldeas ayen de servir y firmar con mill y quatrocientos ducados en moneda de vellon pagados en esta corte asu costa y riesgo luego que se les aya dado la possesion dello (...)
Y doy facultad para que la dicha villa y su consejo, para la administración de la justicia pueda poner y ponga Orca, Picota, Cuchillo, Cepo, Azote y demas insignias que para el ejercicio de la dicha jurisdiccion fueran necesarias...».

Durante los siglos XVII y XVIII Espeja y algunos otros pueblos actualmente sorianos pertenecieron administrativamente a Burgos. Así, en el Censo de 1879, ordenado por el Conde de Floridablanca, figuraba como villa cabecera de la jurisdicción de Espeja en el partido de Tierra de Roa, intendencia de Burgos, con jurisdicción de señorío y bajo la autoridad del Regidor, nombrado por el Duque de Veragua. Contaba entonces con 731 habitantes.
A la caída del Antiguo Régimen la localidad se constituye en municipio constitucional, conocido como Espeja y el Convento de Espeja en la región de Castilla la Vieja, partido de El Burgo de Osma que en el censo de 1842 contaba con 159 hogares y 642 vecinos.
A mediados del siglo XIX crece el término del municipio porque incorpora a Quintanilla de Nuño Pedro.

## Cultura

### Fiestas
San Marcelino
La fiesta más importante de Espeja tiene lugar los días 2 y 3 de junio, en honor de San Marcelino, cuya reliquia, trasladada del monasterio de Jerónimos, se venera en la iglesia; le bailan la jota al santo, de cara. Por la mañana del día 2 se celebra la santa misa, seguidamente hay una procesión por varios lugares del pueblo acompañada por los dulzaineros. Por la tarde se realizan juegos populares: para los hombres la tanguilla, la calva, la tuta…y para las mujeres los bolos y por la noche hay una verbena. Al día siguiente se reúne todo el pueblo en el frontón donde se celebra una gran caldereta. Con esta comida se despiden las fiestas.
El Mayo
La pingada del mayo se celebra el 1 de mayo, día en que los mozos del pueblo seleccionan un pino alto y recto, lo talan con permiso del ayuntamiento y lo llevan al frontón del pueblo, donde lo izan, y queda ahí colocado durante todo el mes.
Las Marzas
Las marzas es otra fiesta tradicional de los mozos, que hacían una cena a principios de marzo consistente en huevos fritos. Al acabar hacían un collar con las cáscaras y lo colgaban del rollo del pueblo (un monumento situado en la plaza que simboliza el estatus de villa de la localidad).

## Geografía humana

### Demografía
Cuenta con una población de 151 habitantes (INE 2024).
| Gráfica de evolución demográfica de Espeja de San Marcelino entre 1842 y 2021 |
| |
| Población de derecho según los censos de población del INE. Población de hecho según los censos de población del INE.En estos Censos se denominaba Espeja: 1842, 1857, 1860, 1877, 1887, 1897, 1900 y 1910. Entre el Censo de 1857 y el anterior, crece el término del municipio porque incorpora a 425091 (Quintanilla de Nuño Pedro). |

### Demografía reciente del núcleo principal
Espeja de San Marcelino (localidad) contaba a 1 de enero de 2010 con una población de 56 habitantes, 37 hombres y 19 mujeres.
| Gráfica de evolución demográfica de Espeja de San Marcelino (localidad) entre 2000 y 2010        |
|                                                                                                  |
| Población de derecho (2000-2010) según los censos de población del INE a 1 de enero de cada año. |

### Población por núcleos
| Núcleos                   | Habitantes (2000) | Habitantes (2010) | Notas                     |
| ------------------------- | ----------------- | ----------------- | ------------------------- |
| Espeja de San Marcelino   | 69                | 56                |                           |
| Guijosa                   | 84                | 67                |                           |
| La Hinojosa               | 44                | 21                |                           |
| Orillares                 | 36                | 32                |                           |
| Quintanilla de Nuño Pedro | 26                | 18                |                           |
| San Asenjo                | 0                 | 0                 | Despoblado en el siglo XX |

### Economía
Está basada en la agricultura y ganadería. Históricamente tuvo importancia la apicultura, y en la actualidad tiene importancia también la recolección de setas y el micoturismo.

## Patrimonio
El patrimonio más importante de la villa son la Iglesia parroquial católica de Nuestra Señora de la Asunción, las ruinas del monasterio de los Jerónimos y el rollo.

### Convento de los Jerónimos de Espeja
En el pueblo de Guijosa se conservan restos del monasterio de Jerónimos, dedicado a Santa María y fundado en 1402 por Pedro Fernández de Frías, obispo de Osma.

### Canteras
Las canteras de jaspe de Espejón (localidad adyacente), en su preciada variedad rojo almendrado, ya fueron explotadas desde época romana y vuelven a ponerse en explotación a principios del siglo XVI.
Esta piedra noble ha sido empleada par embellecer interiores, sepulcros o coros. Así en el Convento de Jerónimos aparece en la iglesia y sepulcros; en el Palacio de los Duques de Avellaneda de Peñaranda de Duero; en la catedral de El Burgo de Osma; en la catedral de Burgos; coro de la catedral de Toledo y, en enormes cantidades, en El Escorial.

«... una famosa cantera que esta allí cerca de Jaspes, los más ricos, y de mayor variedad que ay en España, aunque se hallan en ella las mejores de Europa (hasta en esto quiso el cielo enriquecerla) a dicho de quantos bien entienden de piedras...».

Las canteras debieron abandonarse a finales del siglo XVIII. Reactivándose su explotación y definitiva extinción de la actividad en 2010.